# Wahlenbergove plesá

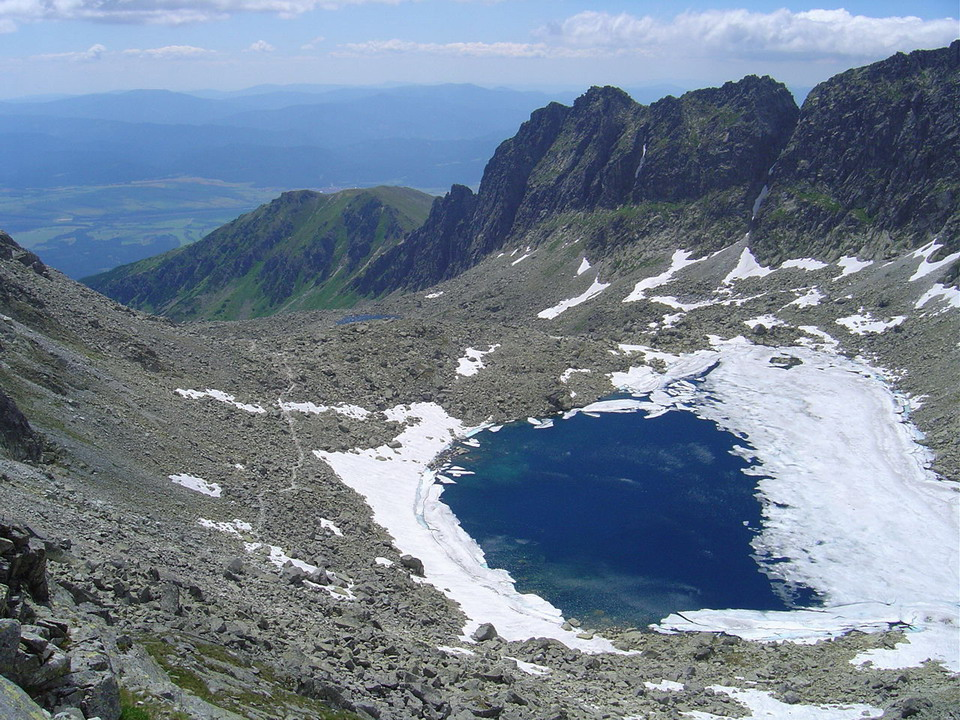
Vyšné Wahlenbergovo pleso a nad ním okraj Nižného Wahlenbergova plesa

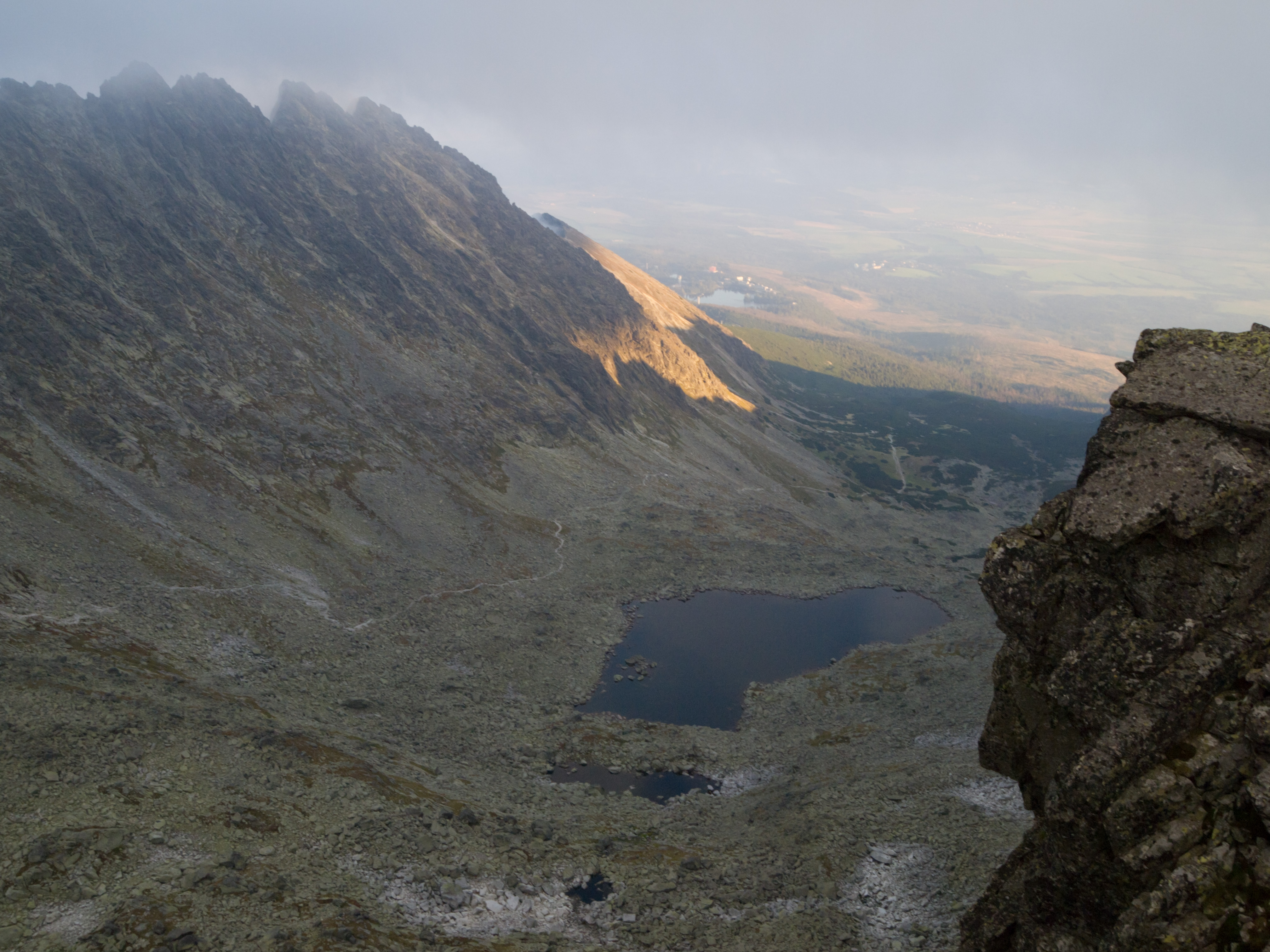
zdola Ostré pliesko, Soliskové pliesko a Nižné Wahlenbergovo pleso

Wahlenbergove plesá (polsky Furkotne Stawy) je soubor dvou ledovcových jezer nacházejících se v horní části Furkotské doliny ve Vysokých Tatrách na Slovensku. Jezera leží v nadmořské výšce 2053 m a 2157 m a jedná se o jedny z nejvýše položených jezer na slovenské straně Vysokých Tater. Mezi nimi se nachází podstatně menší Soliskové pliesko a Soliskové oko také zvané Ostré pliesko.

## Jezera
| jezero                    | rozloha (ha) | délka (m) | šířka (m) | m.hl. (m) | objem (m³) | n.v. (m) | Souřadnice                       |
| ------------------------- | ------------ | --------- | --------- | --------- | ---------- | -------- | -------------------------------- |
| Nižné Wahlenbergovo pleso | 2,0280       | 250       | 125       | 7,8       | 69 701     | 2 053    | 49°09′32″ s. š., 20°01′32″ v. d. |
| Vyšné Wahlenbergovo pleso | 5,1655       | 335       | 222       | 20,6      | 392 078    | 2 157    | 49°09′50″ s. š., 20°01′32″ v. d. |